# 센단 목교

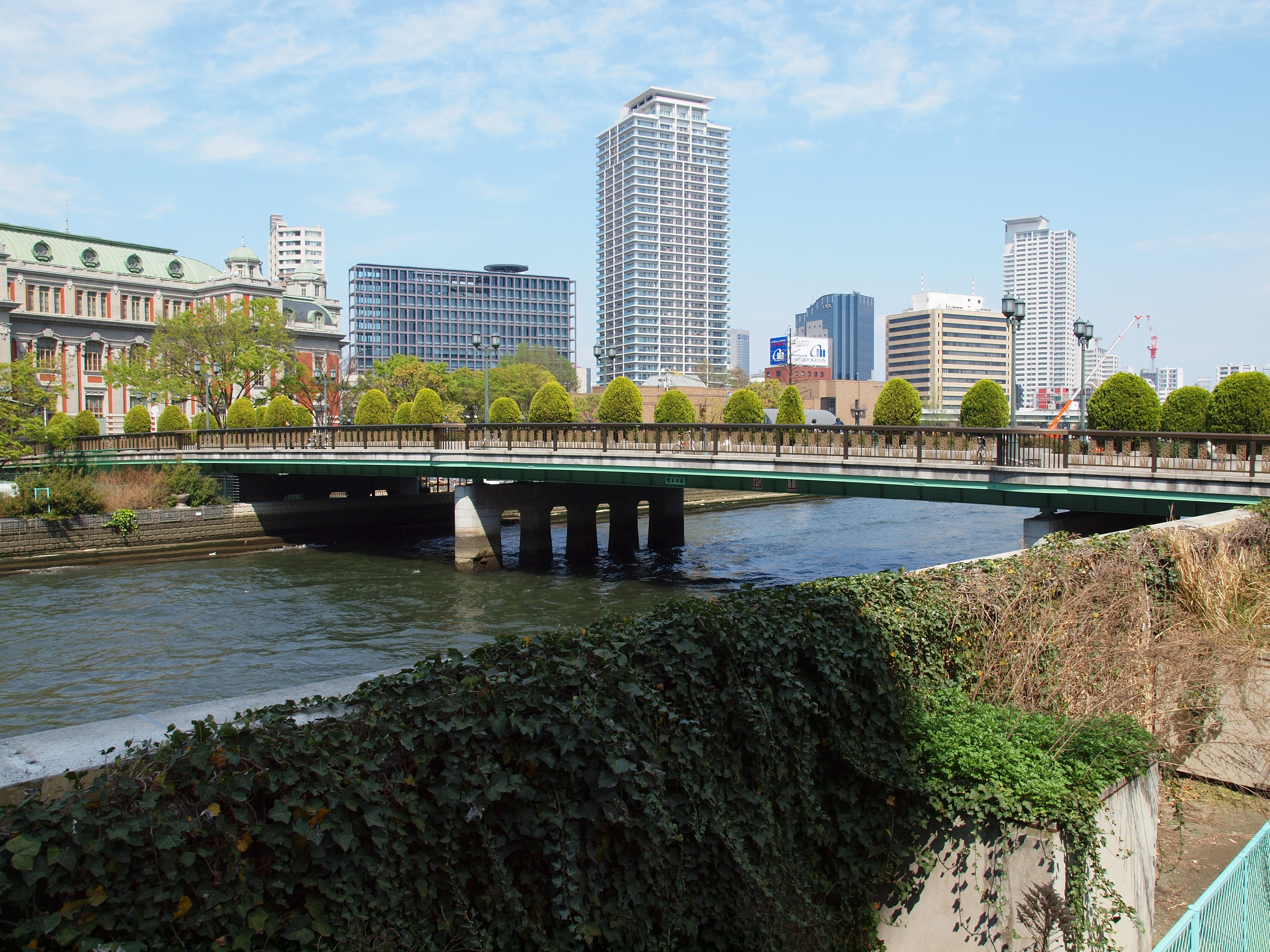
센단 목교（2009년 4월 촬영）

센단 목교（栴檀木橋）는, 오사카시의 구 요도가와강(도사보리강)에 걸쳐있는, 기타구 나카노시마와 주오구 기타하마를 잇는 다리이다. 나니와 명교 50선에 선정되었다.

## 개요
- 구조 ： 5경간 연속 형교（뼈대 구조식 철근 콘크리트 구조）
- 다리 길이 ： 86.4m
- 폭 ： 15.74m
- 완성 ： 1985년

## 유래
에도시대 초기, 구라야시키가 있던 나카노시마와 선착장의 왕래를 위해 놓인 다리라고 여겨지고 있다. 1885년의 요도 강 대홍수로 떠내려가, 다시 놓인 게 1914년이다. 1929년에 교체하였고, 1985년에 다시 교체되어 현재에 이른다.

## 주변 정보
- 나카노시마
  - 나카노시마 공원
  - 오사카시 중앙 공회당
  - 오사카 부립 나카노시마 도서관
  - 오사카 시립 동양 도지 미술관
  - 게이한 전기 철도 나카노시마 선 나니와 교 역
- 기타하마
  - 게이한 전기 철도 본선 오사카 시 교통국 지하철 사카이스지 선 기타하마 역